# Matter-Eater Lad
Matter-Eater Lad (Tenzil Kem) es un superhéroe del Universo DC. Es miembro de la Legión de Super-Héroes y posee el poder de comer materia en todas sus formas, al igual que todos los nativos de su planeta natal, Bismoll. Aparece por primera vez en Adventure Comics #303 (diciembre de 1962).

## Historial de publicaciones
Matter-Eater Lad apareció por primera vez en Adventure Comics #303 y fue creado por Jerry Siegel y John Forte.

## Biografía ficticia

### Pre–Hora Cero
Matter-Eater Lad es el decimoquinto miembro incluido en la Legión de Super-Héroes, uniéndose poco después de Bouncing Boy. En su primera aparición, Matter-Eater Lad explica sus orígenes, diciendo que los nativos de Bismoll descubrieron que los microbios habían hecho que todos sus alimentos no fueran comestibles y que la población desarrolló su capacidad para comer toda la materia como un mecanismo de supervivencia. Esto le da a sus dientes y mandíbulas, aparentemente, la fuerza y la durabilidad para morder y masticar piedra, metal y otras sustancias duras de la forma en que Superboy Mon-el puede hacerlo. La madre de Tenzil se llama Mitz Kem, y su padre Rall (quien, curiosamente, usa el estipendio LSH de Tenzil para comprar comestibles como se cuenta en "The Hapless Hero" en Action Comics #381, a pesar de ser ostensiblemente bismollianos). Su hermano, Renkil, intenta tomar el lugar de Tenzil en la Legión durante una historia (Superboy #184). Se muestra que su vida familiar es dura. Está enamorado no correspondido de Shrinking Violet, que aparece durante la mayor parte de la carrera de la Legión en Adventure Comics.
El aparece rara vez en las historias de Legion, ya que los escritores lucharon con el problema de cómo hacer que su poder fuera útil en una pelea y se escribió de forma rutinaria a través de un dispositivo de trama en el que Tenzil estaba constantemente siendo reclutado en el sistema político de su planeta debido a su fama como un miembro de la legión. Durante uno de sus primeros borradores para estar en política, habló bien de su compañero bismollian, Calorie Queen, que tenía poderes algo similares a los de él, pero también tenía la capacidad de convertir la energía calórica en superfuerza. Sin embargo, Matter-Eater Lad tiene un gran momento heroico, cuando salva el universo comiendo la Máquina Milagrosa que se pensaba que era indestructible, aunque las energías del dispositivo lo dejan loco durante varios años. Finalmente él es curado por Brainiac 5. Más tarde evitaría la conquista de Bismoll por un ejército de réplicas de Computo, con la ayuda de Legion Subs (esta misión haría que Polar Boy disolviera su grupo y se uniera a la Legión propiamente dicha).
En el volumen 4 de Legion of the Super-Heroes Matter-Eater Lad juega un papel importante. Keith Giffen, quien tuvo mucho éxito con el humor en su relanzamiento Justice League de 1987, renovó a Tenzil Kem (que posiblemente podría explicarse como consecuencia de su cordura recuperada) como un espíritu libre que se rebela contra la esclavitud virtual de su planeta como senador al convertirse en una celebridad multimedia, usando el dinero de los impuestos de su planeta para financiar múltiples programas de televisión que permiten Tenzil a dejar su planeta para viajes a la Tierra y otros planetas para la aventura y la diversión. Si bien las hazañas de Tenzil generan el desdén de los gobernantes de su mundo, sus aventuras lo hacen aún más popular entre las masas de su mundo natal, lo que hace que Tenzil se mantenga como senador. "Confía en mí, soy senador" es un eslogan pronunciado a menudo durante este período. Tenzil eventualmente entra en conflicto con el ex villano de la Legión, el Príncipe Evillo, fundador de The Devil's Dozen, y es enviado a una dimensión similar a Hades. A su regreso, descubre que, habiendo estado técnicamente muerto, ha sido destituido por el partido de la oposición (a quien no le gusta tanto su falta de respeto por sus tradiciones como su abrumadora popularidad), por lo que deja a Bismoll en busca de aventuras.
Durante la "Brecha de cinco años" que siguió a las Guerras Mágicas, la Tierra cayó bajo el control encubierto de los Dominadores y se retiró de los Planetas Unidos. Cuando Earthgov encarceló injustamente a su compañero legionario Polar Boy por hablar en contra de los Dominadores, Tenzil viajó a la Tierra y usó su fuerza de voluntad y su absurdo sentido del humor para liberarlo. Tenzil se reincorporó a la Legión, y dado que el equipo estaba operando sin la ayuda de los Planetas Unidos, sus conexiones políticas y los favores adeudados se volvieron muy importantes para la Legión. Matter-Eater Lad finalmente sedujo y se casó con el ex villano de la Legión Saturn Queen.
Poco después, los miembros del altamente clasificado "Batch SW6" de los Dominadores escaparon del cautiverio. Originalmente, Batch SW6 parecía ser un grupo de clones de legionarios adolescentes, creados a partir de muestras aparentemente tomadas justo antes de la muerte de Ferro Lad a manos del Sun-Eater. Más tarde, se reveló que eran duplicados de la paradoja del tiempo tan legítimos como sus contrapartes más antiguas. Después de que la Tierra fuera destruida en un desastre que recordaba la destrucción de Krypton un milenio antes, unas pocas docenas de ciudades sobrevivientes y sus habitantes reconstituyeron su mundo como la Nueva Tierra. Los legionarios SW6, incluida su versión de Matter-Eater Lad, se quedaron.

### Post-Hora Cero
Después de los eventos de la miniserie Zero Hour, la continuidad de Legion se reinició por completo. Tenzil Kem (junto con Bouncing Boy) se reformulan como parte del personal de apoyo civil de la Legión. Tenzil se desempeña como chef personal del equipo. A diferencia de post-Hora Cero Bouncing Boy (que finalmente se une al equipo, como piloto del grupo), Tenzil nunca se une al equipo, aunque ayuda al equipo durante varias batallas cuando la base del grupo es atacada. A diferencia de su contraparte anterior a la Hora Cero, la saliva de Tenzil es similar al ácido.

### "Threeboot"
Tenzil Kem fue reintroducido en la carrera actual de la Legión como agente del gobierno, investigando la desaparición de Cosmic Boy y la legalidad de su acto final como líder de la Legión. Parece poseer los poderes de sus encarnaciones anteriores, escapando de una trampa mortal al devorar un silo completo lleno de grano. También muerde el dedo índice de Mekt Ranzz.

### Post-Crisis Infinita
Los eventos de la miniserie Crisis Infinita aparentemente han restaurado la continuidad de un análogo cercano de la Legión Pre-Crisis, como se ve en el arco argumental "The Lightning Saga" en Justice League of America y Justice Society of America, y en el arco de la historia "Superman and the Legion of Super-Heroes" en Action Comics. Matter-Eater Lad está incluido en su número, pero está MIA. En Final Crisis: Legion of 3 Worlds #5, la versión SW6 de Matter-Eater Lad estaba entre los muchos legionarios extraídos del Multiverso para luchar contra Time Trapper.
En Superman # 694, se revela que Matter-Eater Lad se hizo pasar por el amigo de Mon-El, Mitch, dueño de un café local. Él revela su identidad al intervenir para salvar a una mujer atrapada en un automóvil en llamas, lo que le permite a Mon-El continuar luchando contra las amenazas más grandes.
Como se reveló en Adventure Comics (vol. 2) #8, Matter-Eater Lad es parte de un equipo secreto enviado por el difunto R.J. Brande al siglo XXI para salvar el futuro en la historia de Last Stand of New Krypton.

## En otros medios
- Tenzil Kem / Matter-Eater Lad aparece en Legion of Super Heroes, con la voz de Alexander Polinsky. Presentado como civil en el episodio "Champions", participa en los Juegos Intergalácticos antes de ayudar a la Legión a derrotar a los Cinco Fatales cuando este último grupo ataca los juegos. En el episodio "The Substitutes", Kem hace una audición para unirse a la Legión como Matter-Eater Lad y gana membresía. En el episodio "The Man from the Edge of Tomorrow", él destruye el Ojo Esmeralda de Ekron, quitando con éxito el poder de la Emperatriz Esmeralda, pero se pone en coma. En el transcurso de los episodios "In the Beginning" y "Dark Victory", se recupera y finalmente regresa al servicio activo.
- Matter-Eater Lad recibió una figura de acción en la línea DC Universe Classics de Mattel como parte del paquete de 12 Legion of Super-Heroes.
- Matter-Eater Lad es referenciado en el EP Clown Prince of the Menthol Trailer de Guided By Voices.
- Matter-Eater Lad es referenciado en la serie de televisión Peacemaker.